# 釋通明
釋通明（1904年—1989年12月21日），俗名莊訓明，一名今古，法號通明，世稱通明法師、通明禪師，新竹人，臺灣佛教比丘，1926年隨父釋妙密法師前往福建省鼓山湧泉寺同受比丘戒，屬法雲寺派下僧侶。1968年8月出任臺北市萬華區艋舺龍山寺住持。

## 略歷
莊訓明1904年生於新竹，父親釋妙密（俗名莊騰空）同為佛教僧侶，莊訓明於23歲時隨父前往廈門皈依覺力禪師與妙齋法師剃髮出家，取法號「通明」。釋通明因此自早年即與時由父師釋覺力住持的艋舺龍山寺解下佛緣。1961年4月29日，釋觀妙出任艋舺龍山寺住持，釋通明屢獲提攜，至1968年8月31日觀妙法師圓寂後代理住持一職，其後即升任正式住持。
釋通明住持艋舺龍山寺期間多次濟助低收貧戶和孤兒院，並辦理救濟獎學金、且捐贈多輛救護車予雙園區和龍山區，獲臺北市政府多次頒贈「樂善好施」與「造福社會」等銀盾及獎牌。1981年3月19日於西園路側興築艋舺龍山寺附設圖書館，並於隔年年底竣工、1984年10月開館。1982年4月5日，寺院發生火警，後殿文昌帝君殿遭燒毀，於10月主持重建修復工程。1989年改建公廁並興築地下廁所。
1989年12月21日釋通明於龍山寺住持任上圓寂，世壽85歲，僧臘63載。時任法務組法師釋慧印繼任住持。